# جان‌بلاغ
جام‌چشمه (پیشتر: جانبولاخ) یک منطقهٔ مسکونی در تاجیکستان است که در ولایت سغد واقع شده‌است.